# Actinopteryx
Actinopteryx är ett släkte av skalbaggar som beskrevs av Matthews 1872. Actinopteryx ingår i familjen fjädervingar.
Släktet innehåller bara arten Actinopteryx fucicola.